# Frederik Magle
Frederik Magle (Stubbekøbing, 17 april 1977) is een Deens componist, organist en pianist. 

## Opleiding
Magle studeerde eerst compositie en muziektheorie, en later orgel en compositie aan de Royal Danish Academy of Music.

## Werk
Magle is vooral gekend van zijn werk voor het Deens Koningshuis, met onder meer muziek die hij componeerde voor het doopsel van Prins Nikolai in 1999 en voor het doopsel van Prins Felix in 2002.

## Stijl
De muzikale stijl van Magle kan worden gekarakteriseerd als melodisch met enkele elementen van atonaliteit. 

## Enkele werken
- 30 hymnen (1985)
- "We Are Afraid" cantates voor koor, fluit, klarinet, percussie, strijkers, piano en orgel (1988)
- Symfonie voor orgel No. 1 (1990)
- Symfonie voor orgel No. 2 "Let there be light" (1993)
- "The song is a fairytale” 20 liederen gebaseerd op sprookjes van Hans Christian Andersen (1993)
- Concerto voor orgel en orkest “The infinite second” (1994)
- "De Hoop" (Håbet in het Deens) voor brassband, koor en orgel (2001)
- "Cantabile" (symfonische suite) (2004–09)